# Jesper Brugge
Jesper Brugge (2 agosto 1975) è un ex sciatore alpino e sciatore freestyle svedese che ottenne i migliori risultati nello ski cross, specialità nella quale vinse una Coppa del Mondo e una medaglia d'argento iridata.

## Biografia

### Stagioni 1993-2001
Originario di Sundsvall e attivo inizialmente nello sci alpino, Brugge debuttò in campo internazionale ai Mondiali juniores di Monte Campione/Colere 1993; nel 1995 esordì in Coppa del Mondo, il 15 gennaio a Kitzbühel in slalom speciale senza completare la prova, ottenne il miglior piazzamento nel circuito, il 19 dicembre a Madonna di Campiglio nella medesima specialità (19º), e conquistò l'ultima vittoria in Coppa Europa, il 21 dicembre ancora a Madonna di Campiglio in slalom speciale.
Ai Mondiali di Sierra Nevada 1996, sua unica presenza iridata nella disciplina, non completò lo slalom speciale; il 5 dicembre 1996 ottenne l'ultimo podio in Coppa Europa, a Valloire in slalom gigante (2º), e prese per l'ultima volta il via in Coppa del Mondo il 9 gennaio 1999 a Schladming in supergigante (44º). Si ritirò dallo sci alpino al termine della stagione 2000-2001 e la sua ultima gara fu uno slalom speciale FIS disputato a Funäsdalen il 30 aprile.

### Stagioni 2003-2006
Dalla stagione 2002-2003 si dedicò al freestyle, specialità ski cross, esordendo nella disciplina in occasione della gara di Coppa del Mondo disputata il 31 novembre a Tignes (9º). Nel massimo circuito internazionale ottenne il primo podio il 10 gennaio 2004 a Pozza di Fassa (2º) e l'unica vittoria il 12 marzo successivo a Sauze d'Oulx; in quella stagione 2003-2004 vinse la Coppa del Mondo di ski cross con 19 punti di vantaggio su Enak Gavaggio. 
Conquistò l'ultimo podio in Coppa del Mondo il 5 marzo 2005 a Grindelwald (3º) e ai successivi Mondiali di Ruka 2005, sua unica presenza iridata nella disciplina, vinse la medaglia d'argento alle spalle di Tomáš Kraus. Si ritirò in occasione della gara di Coppa del Mondo disputata a Sierra Nevada il 12 marzo 2006, chiudendo al 4º posto.

## Palmarès

### Sci alpino

#### Coppa del Mondo
- Miglior piazzamento in classifica generale: 127º nel 1998

#### Coppa Europa
- 3 podi (dati dalla stagione 1994-1995):
  - 2 vittorie
  - 1 secondo posto

##### Coppa Europa - vittorie
| Data             | Località             | Paese  | Specialità |
| ---------------- | -------------------- | ------ | ---------- |
| 13 dicembre 1995 | Obereggen            | Italia | SL         |
| 21 dicembre 1995 | Madonna di Campiglio | Italia | SL         |

Legenda:

SL = slalom speciale

#### Nor-Am Cup
- 1 podio (dati dalla stagione 1994-1995):
  - 1 secondo posto

#### Campionati svedesi
- 3 medaglie (dati parziali):
  - 2 argenti (slalom speciale nel 1995; slalom speciale nel 2000)
  - 1 bronzo (slalom speciale nel 2001)

### Freestyle

#### Mondiali
- 1 medaglia:
  - 1 argento (ski cross a Ruka 2005)

#### Coppa del Mondo
- Miglior piazzamento in classifica generale: 6º nel 2004
- Vincitore della Coppa del Mondo di ski cross nel 2004
- 6 podi:
  - 1 vittoria
  - 3 secondi posti
  - 2 terzi posti

##### Coppa del Mondo - vittorie
| Data          | Località     | Paese  | Specialità |
| ------------- | ------------ | ------ | ---------- |
| 12 marzo 2004 | Sauze d'Oulx | Italia | SX         |

Legenda:

SX = ski cross